# María Far Núñez
María Far Núñez, född 6 januari 1998, är en panamansk simmare.
Far Núñez tävlade för Panama vid olympiska sommarspelen 2016 i Rio de Janeiro, där hon blev utslagen i försöksheatet på 200 meter fjärilsim.